# Copestylum barbara
Copestylum barbara är en tvåvingeart som beskrevs av Albany Hancock och Marcos-garcia 2007. Copestylum barbara ingår i släktet Copestylum och familjen blomflugor.
Artens utbredningsområde är Costa Rica. Inga underarter finns listade i Catalogue of Life.